# Dunbrody
Dunbrody est un trois-mâts barque à coque bois construit de 1997 à 2000 dans le chantier naval de la  Ross Company Boatyard à New Ross dans le comté de Wexford en Irlande.
C'est une réplique du Dunbrody construit à Québec en 1845 par Thomas Hamilton Oliver.

## Histoire

### L'original
Le Dunbrody est commandé par la famille Graves de New Ross en Irlande. Le navire est construit à Québec par Thomas Hamilton Oliver, un Irlandais émigré. D'autres navires sont réalisés pour cette même famille pour le transport de marchandises vers l'Amérique et le Canada.
Le Dunbrody est réalisé en six mois sous la surveillance de son premier capitaine, John Baldwin. Durant ses premières années, il transporte du bois du Canada, du coton des États du sud des États-Unis et aussi du guano du Pérou.
Il est aussi équipé de lits superposés et sert, lors des voyages retour d'Irlande d'Avril à Septembre, au transport de passagers vers le Canada et les États-Unis. Ces passagers sont souvent des migrants qui veulent échapper à la Grande famine (1845-1849) qui sévit à cette époque. Les conditions de passage sont difficiles mais le taux de mortalité sur le Dunbrody  est exceptionnellement bas, sans doute en raison de son capitaine, John Baldwin (de 1845 à 1848) et de son successeur, John W. Williams.
En 1869, après 24 ans au service de la famille Graves, le Dunbrody est vendu.
En 1874, lors d'un voyage de Cardiff à Québec, le navire s'échoue sur le fleuve Saint-Laurent. Racheté par une entreprise de sauvetage, il est réparé et vendu de nouveau ; en 1875 il s'échoue définitivement avec une cargaison de bois sur la côte du Labrador.

### La réplique
La construction de la réplique du Dunbrody est réalisée de 1997 à fin 2000 dans la ville de la famille Graves, armateur de l'original. Ce projet est largement financé par la fondation John F. Kennedy (JFK Trust), la maison ancestrale de la famille Kennedy se trouvant à New Ross. Cette fondation datant de 1988 est mise en place pour l'étude des données sur l'émigration irlandaise.
Le Dunbrody présente une exposition relatant la migration irlandaise de 1845 à 1870 et reconstituant la vie des migrants à bord du navire, ainsi qu'une importante base de données et les originaux des listes des passagers…
Il est visible sur le quai de New Ross et sert à de nombreuses activités associatives.

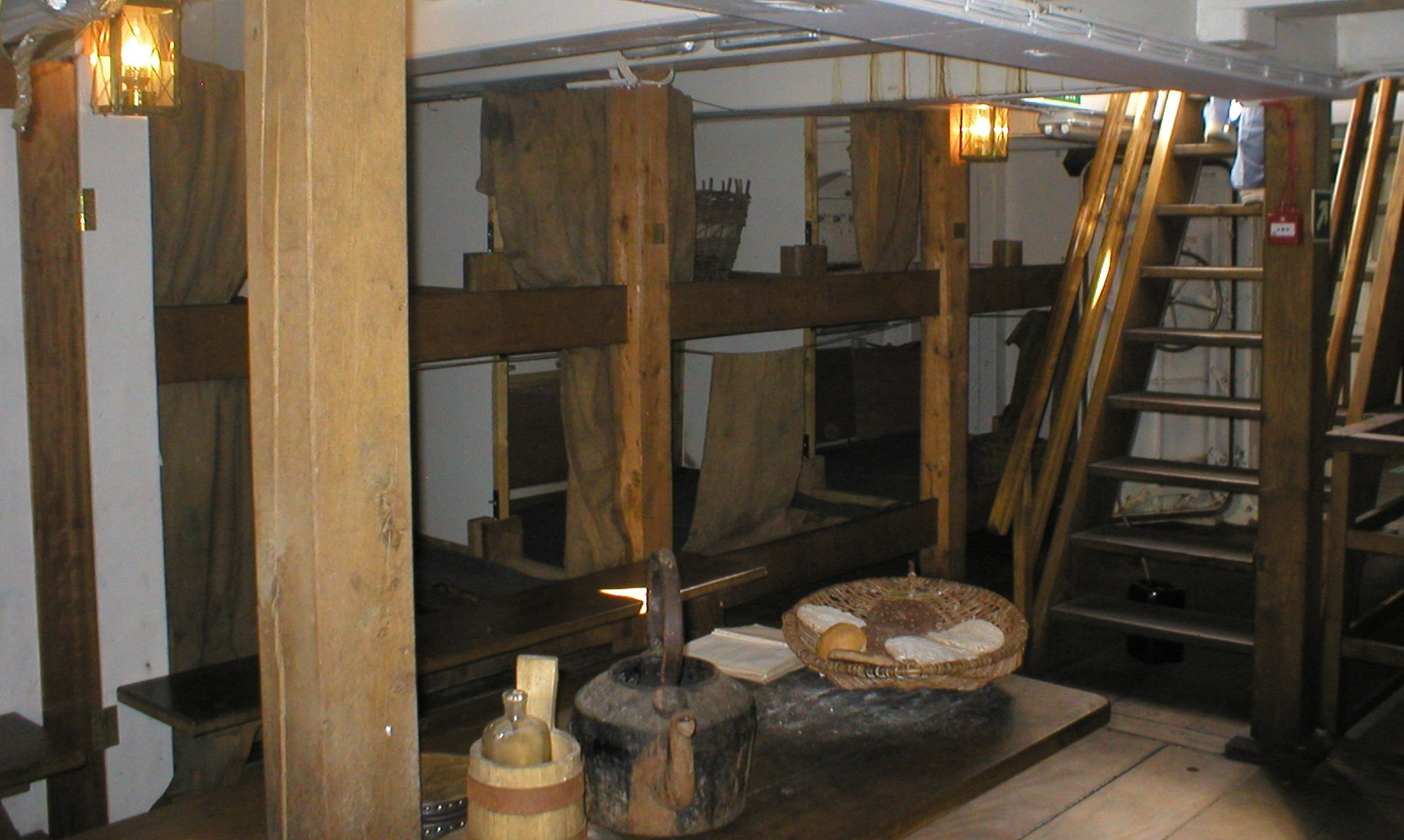
Intérieur du Dunbrody